# Gargoyle Turrets
Gargoyle Turrets är en kulle i Antarktis. Den ligger i Östantarktis. Nya Zeeland gör anspråk på området. Toppen på Gargoyle Turrets är 1 200 meter över havet.
Terrängen runt Gargoyle Turrets är lite bergig.  Trakten är obefolkad. Det finns inga samhällen i närheten. 